# Деміно (Балезінський район)
Де́міно (рос. Демино) — присілок в Балезінському районі Удмуртії, Росія.

## Населення
Населення — 32 особи (2010; 52 в 2002).
Національний склад станом на 2002 рік:
- росіяни — 94 %